# Liste der Gemeinden im Landkreis Schaumburg

Karte des Landkreises Schaumburg

Die Liste der Gemeinden im Landkreis Schaumburg gibt einen Überblick über die 38 kleinsten Verwaltungseinheiten des Landkreises Schaumburg. Die Kreisstadt ist Stadthagen.

## Beschreibung
Der Landkreis hat eine Gesamtfläche von 675,59 km2. Die größte Fläche innerhalb des Landkreises hat die Stadt Rinteln mit 109,0 km2. Die flächenmäßig kleinste Gemeinde ist Buchholz mit 1,76 km2.
Den größten Anteil an der Bevölkerung des Landkreises von 157.051 Einwohnern hat ebenfalls die Stadt Rinteln mit 25.609 Einwohnern gefolgt von der Kreisstadt Stadthagen mit 22.502 Einwohnern. Die zwei von der Einwohnerzahl her kleinsten Gemeinden sind Messenkamp mit 695 Einwohnern und Nordsehl mit 667 Einwohnern.
Der gesamte Landkreis Schaumburg hat eine Bevölkerungsdichte von 232 Einwohnern pro km2. Die größte Bevölkerungsdichte innerhalb des Kreises hat die Gemeinde Bad Eilsen mit 1009 Einwohnern pro km2. Die am dünnsten besiedelte Gemeinde ist Hülsede mit 66 Einwohnern pro km2.

## Legende
- Gemeinde: Name der Gemeinde beziehungsweise Stadt
- Wappen: Wappen der Gemeinde beziehungsweise Stadt
- Karte: Zeigt die Lage der Gemeinde beziehungsweise Stadt im Landkreis
- Fläche: Fläche der Stadt beziehungsweise Gemeinde, angegeben in Quadratkilometer
- Einwohner: Zahl der Menschen die in der Gemeinde beziehungsweise Stadt leben (Stand: 31. Dezember 2023[1])
- EW-Dichte: Angegeben ist die Einwohnerdichte, gerechnet auf die Fläche der SHGwaltungseinheit, angegeben in Einwohner pro km2 (Stand: 31. Dezember 2023[2])
- Höhe: Höhe der namensgebenden Ortschaft beziehungsweise Stadt in Meter über Normalnull
- Bild: Bild aus der jeweiligen Gemeinde beziehungsweise Stadt

## Gemeinden
| Gemeinde                   | Wappen                                | Karte                                                       | Fläche | Einwohner | EW- Dichte | Höhe | Bild                                                                        |
| -------------------------- | ------------------------------------- | ----------------------------------------------------------- | ------ | --------- | ---------- | ---- | --------------------------------------------------------------------------- |
| Landkreis Schaumburg       | Wappen des Landkreises Schaumburg     | Lage des Landkreises Schaumburg in Niedersachsen            | 675,59 | 157,051   | 232        |      | Westflügel, 1, Bückeburg, Landkreis Schaumburg                              |
| Auetal                     | Wappen der Gemeinde Auetal            | Lage der Gemeinde Auetal im Landkreis Schaumburg            | 62,15  | 5.975     | 96         | 192  | Kirche Kathrinhagen                                                         |
| Bückeburg (Stadt)          | Wappen der Stadt Bückeburg            | Lage der Stadt Bückeburg im Landkreis Schaumburg            | 68,84  | 19,298    | 280        | 63   | St.-Laurentius-Kirche                                                       |
| Obernkirchen (Stadt)       | Wappen der Stadt Obernkirchen         | Lage der Stadt Obernkirchen im Landkreis Schaumburg         | 32,55  | 8.976     | 276        | 209  | Stiftskirche St. Marien                                                     |
| Rinteln (Stadt)            | Wappen der Stadt Rinteln              | Lage der Stadt Rinteln im Landkreis Schaumburg              | 109,00 | 25,609    | 235        | 56   | Ratskeller und Nikolaikirche im Winter                                      |
| Stadthagen (Stadt)         | Wappen der Stadt Stadthagen           | Lage der Stadt Stadthagen im Landkreis Schaumburg           | 60,27  | 22,502    | 373        | 72   | Schloss                                                                     |
| Samtgemeinde Eilsen        | Wappen der Samtgemeinde Eilsen        | Lage der Samtgemeinde Eilsen im Landkreis Schaumburg        | 13,9   | 6.787     | 488        |      |                                                                             |
| Ahnsen                     | Wappen der Gemeinde Ahnsen            | Lage der Gemeinde Ahnsen im Landkreis Schaumburg            | 3,43   | 1.012     | 295        | 73   | Ahnsen Kirche                                                               |
| Bad Eilsen                 | Wappen der Gemeinde Bad Eilsen        | Lage der Gemeinde Bad Eilsen im Landkreis Schaumburg        | 2,46   | 2.482     | 1.009      | 133  | Die Kirche in Bad Eilsen                                                    |
| Buchholz                   | Wappen der Gemeinde Buchholz          | Lage der Gemeinde Buchholz im Landkreis Schaumburg          | 1,76   | 745       | 423        | 96   | Flug -Nordholz-Hammelburg 2015 by-RaBoe 0493 - Buchholz                     |
| Heeßen                     | Wappen der Gemeinde Heeßen            | Lage der Gemeinde Heeßen im Landkreis Schaumburg            | 1,90   | 1.397     | 735        | 91   |                                                                             |
| Luhden                     | Wappen der Gemeinde Luhden            | Lage der Gemeinde Luhden im Landkreis Schaumburg            | 4,35   | 1.151     | 265        | 91   | Der Luhdener Dorfkern mit dem Kastanienhof und der Ladenzeile               |
| Samtgemeinde Lindhorst     | Wappen der Samtgemeinde Lindhorst     | Lage der Samtgemeinde Lindhorst im Landkreis Schaumburg     | 34,34  | 7.649     | 223        |      |                                                                             |
| Beckedorf                  | Wappen der Gemeinde Beckedorf         | Lage der Gemeinde Beckedorf im Landkreis Schaumburg         | 9,83   | 1.429     | 145        | 60   | Dorfgemeinschaftshaus Beckedorf                                             |
| Heuerßen                   | Wappen der Gemeinde Heuerßen          | Lage der Gemeinde Beckedorf im Landkreis Schaumburg         | 3,97   | 902       | 227        | 144  | Lohhof Stallgebäude                                                         |
| Lindhorst                  | Wappen der Gemeinde Lindhorst         | Lage der Gemeinde Lindhorst im Landkreis Schaumburg         | 7,88   | 4.195     | 532        | 61   | Mausoleum Ottensen 2                                                        |
| Lüdersfeld                 | Wappen der Gemeinde Lüdersfeld        | Lage der Gemeinde Lüdersfeld im Landkreis Schaumburg        | 12,64  | 1.123     | 89         | 54   |                                                                             |
| Samtgemeinde Nenndorf      | Wappen der Samtgemeinde Lindhorst     | Lage der Samtgemeinde Nenndorf im Landkreis Schaumburg      | 51,4   | 18,069    | 352        |      |                                                                             |
| Bad Nenndorf (Stadt)       | Wappen der Stadt Bad Nenndorf         | Lage der Stadt Bad Nenndorf im Landkreis Schaumburg         | 23,0   | 11,650    | 507        | 88   | Bahnhofsgebäude mit Gaststätte                                              |
| Haste                      | Wappen der Gemeinde Haste             | Lage der Gemeinde Haste im Landkreis Schaumburg             | 11,13  | 2.776     | 249        | 52   | Bahnhof in Haste                                                            |
| Hohnhorst                  | Wappen der Gemeinde Hohnhorst         | Lage der Gemeinde Hohnhorst im Landkreis Schaumburg         | 12,0   | 2.204     | 184        | 60   | Evang. Kirche St. Martin                                                    |
| Suthfeld                   | Wappen der Gemeinde Suthfeld          | Lage der Gemeinde Suthfeld im Landkreis Schaumburg          | 5,05   | 1.439     | 285        | 58   | Dorfteich in Kreuzriehe (Suthfeld) IMG 7676                                 |
| Samtgemeinde Niedernwöhren | Wappen der Samtgemeinde Niedernwöhren | Lage der Samtgemeinde Niedernwöhren im Landkreis Schaumburg | 64,42  | 7.600     | 118        |      | Samtgemeindeverwaltung Niedernwöhren                                        |
| Lauenhagen                 | Wappen der Gemeinde Lauenhagen        | Lage der Gemeinde Lauenhagen im Landkreis Schaumburg        | 9,73   | 1.286     | 132        | 60   | Ortsblick Lauenhagen                                                        |
| Meerbeck                   | Wappen der Gemeinde Meerbeck          | Lage der Gemeinde Meerbeck im Landkreis Schaumburg          | 13,09  | 1.780     | 136        | 66   | Flug -Nordholz-Hammelburg 2015 by-RaBoe 0450 - Niedernwöhren, Meerbeck      |
| Niedernwöhren              | Wappen der Gemeinde Niedernwöhren     | Lage der Gemeinde Meerbeck im Landkreis Schaumburg          | 11,06  | 1.941     | 175        | 63   | Flug -Nordholz-Hammelburg 2015 by-RaBoe 0452 - Niedernwöhren, Wiehagen      |
| Nordsehl                   | Wappen der Gemeinde Nordsehl          | Lage der Gemeinde Nordsehl im Landkreis Schaumburg          | 5,97   | 667       | 112        | 59   | Ortsblick Nordsehl aus Richtung Pollhagen                                   |
| Pollhagen                  | Wappen der Gemeinde Pollhagen         | Lage der Gemeinde Pollhagen im Landkreis Schaumburg         | 12,87  | 1.020     | 79         | 50   | Triftstraße in Richtung Ortsmitte in Pollhagen                              |
| Wiedensahl (Flecken)       | Wappen des Fleckens Wiedensahl        | Lage des Fleckens Wiedensahl im Landkreis Schaumburg        | 11,7   | 906       | 77         | 62   | Geburtshaus von Wilhelm Busch in Wiedensahl                                 |
| Samtgemeinde Nienstädt     | Wappen der Samtgemeinde Nienstädt     | Lage der Samtgemeinde Nienstädt im Landkreis Schaumburg     | 30,06  | 9.915     | 330        |      |                                                                             |
| Helpsen                    | Wappen der Gemeinde Helpsen           | Lage der Gemeinde Helpsen im Landkreis Schaumburg           | 7,77   | 1.928     | 248        | 58   | Flug -Nordholz-Hammelburg 2015 by-RaBoe 0457 - Seggebruch & Helpsen         |
| Hespe                      | Wappen der Gemeinde Hespe             | Lage der Gemeinde Hespe im Landkreis Schaumburg             | 6,49   | 2.043     | 315        | 53   | Mittellandkanal. Km 116,1 bridge Diekstraße (Hespe - Hiddensen) - panoramio |
| Nienstädt                  | Wappen der Gemeinde Nienstädt         | Lage der Gemeinde Nienstädt im Landkreis Schaumburg         | 8,31   | 4.263     | 513        | 104  | Steinbruch Liekwegen HA 212 Landkreis Schaumburg                            |
| Seggebruch                 | Wappen der Gemeinde Seggebruch        | Lage der Gemeinde Seggebruch im Landkreis Schaumburg        | 7,49   | 1.681     | 224        | 59   | Kirche in Seggebruch                                                        |
| Samtgemeinde Rodenberg     | Wappen der Samtgemeinde Rodenberg     | Lage der Samtgemeinde Nienstädt im Landkreis Schaumburg     | 86,21  | 15,482    | 180        |      | RathausRodenberg                                                            |
| Apelern                    | Wappen der Gemeinde Apelern           | Lage der Gemeinde Apelern im Landkreis Schaumburg           | 24,6   | 2.381     | 97         | 81   | Wasserschloss Münchhausen                                                   |
| Hülsede                    | Wappen der Gemeinde Hülsede           | Lage der Gemeinde Hülsede im Landkreis Schaumburg           | 15,86  | 1.047     | 66         | 103  | Wasserschloss Hülsede                                                       |
| Lauenau (Flecken)          | Wappen des Fleckens Lauenau           | Lage des Fleckens Lauenau im Landkreis Schaumburg           | 16,23  | 4.222     | 260        | 135  | Schloss Schwedesdorf                                                        |
| Messenkamp                 | Wappen der Gemeinde Messenkamp        | Lage der Gemeinde Messenkamp im Landkreis Schaumburg        | 6,78   | 695       | 103        | 108  | Bauernhaus in Messenkamp                                                    |
| Pohle                      | Wappen der Gemeinde Pohle             | Lage der Gemeinde Pohle im Landkreis Schaumburg             | 7,14   | 844       | 118        | 99   |                                                                             |
| Rodenberg (Stadt)          | Wappen der Stadt Rodenberg            | Lage der Stadt Rodenberg im Landkreis Schaumburg            | 15,6   | 6.293     | 403        | 69   | Der Ratskeller in der Langen Straße                                         |
| Samtgemeinde Sachsenhagen  | Wappen der Samtgemeinde Sachsenhagen  | Lage der Samtgemeinde Sachsenhagen im Landkreis Schaumburg  | 62,0   | 9.189     | 148        |      | Sachsenhagen Rathaus                                                        |
| Auhagen                    | Wappen der Gemeinde Auhagen           | Lage der Gemeinde Auhagen im Landkreis Schaumburg           | 12,36  | 1.279     | 103        | 48   | Ortsblick in Auhagen IMG 5398                                               |
| Hagenburg (Flecken)        | Wappen des Fleckens Hagenburg         | Lage des Fleckens Hagenburg im Landkreis Schaumburg         | 16,23  | 4.525     | 279        | 40   | Schloss Hagenburg                                                           |
| Sachsenhagen (Stadt)       | Wappen der Stadt Sachsenhagen         | Lage der Stadt Sachsenhagen im Landkreis Schaumburg         | 15,53  | 1.842     | 119        | 55   | Wasserburg Sachsenhagen                                                     |
| Wölpinghausen              | Wappen der Gemeinde Wölpinghausen     | Lage der Gemeinde Wölpinghausen im Landkreis Schaumburg     | 18,33  | 1.543     | 84         | 95   | Alte Schule Wölpinghausen                                                   |